# Gianna
Gianna ist ein weiblicher Vorname.

## Herkunft und Bedeutung
Gianna ist eine Kurzform des italienischen Namens Giovanna, der wiederum dem Namen Johanna entspricht. Johanna ist die weibliche Form des Namens Johannes, der bedeutet: „der HERR ist gnädig“. Der Name kann als weibliche Entsprechung des männlichen Vornamens Gianni gesehen werden.

## Namenstag
→ siehe bei Johanna

## Namensträgerinnen
- Gianna Beretta Molla (1922–1962), italienische Kinderärztin, 2004 von der katholischen Kirche heiliggesprochen
- Gianna Olinda Cadonau (* 1983), Schweizer Schriftstellerin bündnerromanischer und deutscher Sprache
- Gianna Maria Canale (1927–2009), italienische Filmschauspielerin
- Gianna Dior (* 1997), US-amerikanische Pornodarstellerin und Erotikmodel
- Gianna Gancia (* 1972), italienische Unternehmerin und Politikerin
- Gianna Hablützel-Bürki (* 1969), Schweizer Fechterin und Politikerin
- Gianna Jessen (* 1977), US-amerikanische Sängerin und Aktivistin der Lebensrechtsbewegung
- Gianna Molinari (* 1988), Schweizer Schriftstellerin
- Gianna Nannini (* 1954), italienische Songschreiberin und Rocksängerin
- Gianna Perea-Labia (1908–1994), italienische Opernsängerin (Sopran) und Gesangspädagogin
- Gianna Terzi (* 1980), griechische Sängerin
- Gianna Woodruff (* 1993), panamaische Hürdenläuferin (400-Meter-Distanz)